# Кабесуду
Кабесуду (порт. Cabeçudo; МФА: [kɐ.bɨ.ˈsu.du]) — парафія в Португалії, у муніципалітеті Сертан. Розташована в східній частині країни, на теренах історичної португальської провінції Бейра. Входить до складу округу Каштелу-Бранку. За адміністративним поділом, чинним до 1976 року, терени парафії були складовою провінції Нижня Бейра. Належить до Порталегрівсько-Каштелу-Бранківської діоцезії Католицької церкви. Патрон — Свята Євхаристія. Площа — 10,3938 км². Населення — 957 ос. (2011). Слабо урбанізований регіон. Густота населення — 92,07 осіб/км²
. Код — 050901.

## Населення
| Кількість мешканців | Кількість мешканців | Кількість мешканців | Кількість мешканців | Кількість мешканців | Кількість мешканців | Кількість мешканців | Кількість мешканців | Кількість мешканців | Кількість мешканців | Кількість мешканців | Кількість мешканців | Кількість мешканців | Кількість мешканців | Кількість мешканців |
| ------------------- | ------------------- | ------------------- | ------------------- | ------------------- | ------------------- | ------------------- | ------------------- | ------------------- | ------------------- | ------------------- | ------------------- | ------------------- | ------------------- | ------------------- |
| 1864                | 1878                | 1890                | 1900                | 1911                | 1920                | 1930                | 1940                | 1950                | 1960                | 1970                | 1981                | 1991                | 2001                | 2011                |
| 910                 | 933                 | 1 031               | 1 126               | 1 223               | 1 279               | 1 368               | 1 548               | 1 486               | 1 379               | 1 142               | 1 161               | 930                 | 999                 | 957                 |